# Ocenebra circumtexta
Ocenebra circumtexta är en snäckart som beskrevs av Robert Edwards Carter Stearns 1871. Ocenebra circumtexta ingår i släktet Ocenebra och familjen purpursnäckor. Inga underarter finns listade i Catalogue of Life.